# Alexander Voormolen

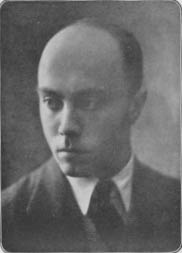
Alexander Voormolen

Alexander Nicolaas Voormolen (* 3. März 1895 in Rotterdam; † 12. November 1980 in Leidschendam) war ein niederländischer Komponist.

## Leben
Alexander Voormolen, Sohn eines Militärs und Politikers, kam als Vierzehnjähriger an das Konservatorium Utrecht, wo er Komposition bei Johan Wagenaar und Klavier bei Willem und Marinus Petri studierte. 1916 ging er auf Empfehlung von Rhené-Baton, der seine Ouverture La mort de Tintagiles dirigiert hatte, nach Paris, wo er weitere Studien bei Albert Roussel betrieb und in Kontakt zu Maurice Ravel, Alfredo Casella, Frederick Delius und Florent Schmitt trat. Ravel setzte sich für den Druck seiner Werke ein. Nach Ende des Ersten Weltkriegs kehrte Voormolen in die Niederlande zurück. Dort war er ab 1921 als Kritiker für den Nieuwe Rotterdamsche Courant tätig und arbeitete von 1938 bis 1955 als Bibliothekar am Konservatorium Den Haag.
Während der deutschen Besatzung zählte Voormolen zu den meistaufgeführten niederländischen Komponisten. Neben Henk Badings und Willem Pijper erhielt er 1941 einen Staatspreis für Musik. Der nach der Befreiung eingerichtete „Ereraad voor de muziek“ schloss ihn für 3 Jahre aus dem Musikleben aus. 1955 wurde Vormoolen jedoch ein staatliches Stipendium zuerkannt, das ihm die Konzentration auf sein kompositorisches Schaffen ermöglichte. 1961 erhielt er den Visser-Neerlandia-Preis für seine Three songs on British verse sowie den Johan-Wagenaar-Preis für sein Gesamtwerk. 1976 erhielt er von der Stadt Rotterdam den „Penning van de Rotte“, 1978 wurde Voormolen zum Ehrenmitglied des Haager Künstlerkreises ernannt.

## Werk
Alexander Voormolens früheres kompositorisches Werk steht harmonisch unter dem Einfluss von Debussy, Ravel und Delius. Später strebte er einen individuelleren Stil an, der etwa durch Rückgriff auf niederländische Volksweisen und neoklassizistische bzw. -romantische Tendenzen zum Ausdruck kam. Bekannt wurden insbesondere die beiden Baron Hop-Suiten (1924 und 1931), die Orchestervariationen De Drie Ruitertjes (1927) wie auch die Konzerte für Oboe (1938) bzw. 2 Oboen (1933). Einflüsse Max Regers und Anton Bruckners werden in der Sinfonia Concertante (1951) und Ciacona e fuga (1958) spürbar.